# Elettariopsis stenosiphon
Elettariopsis stenosiphon är en enhjärtbladig växtart som först beskrevs av Karl Moritz Schumann, och fick sitt nu gällande namn av Brian Laurence Burtt och Rosemary Margaret Smith. Elettariopsis stenosiphon ingår i släktet Elettariopsis och familjen Zingiberaceae. Inga underarter finns listade i Catalogue of Life.